# Keep Holding On
"Keep Holding On" je pop rock balada koju izvodi kanadska pjevačica Avril Lavigne. Pjesma se koristila za film Eragon i bila je prvi singl iz istoimenog albuma za film. U studenome 2006. godine se prvi put pustila na radiu.
Na Avrilinom trećem albumu The Best Damn Thing je "Keep Holding On" bila zadnja pjesma. Opisala je kako su pjesma na albumu veselije u odnosu na "Keep Holding On".
Pjesma je jako dobro prihvaćena od strane glazbenih kritičara, Billboard ju je opisao kao "sjajnu pjesmu".
Singl je 22. veljače, 2007. dobio zlatnu certifikaciju od RIAA-e, a 31. siječnja, 2008. platinastu certifikaciju.

## Na ljestvicama
"Keep Holding On" je dosegao broj 2 za četiri tjedana Kanadske radijske ljestvice, nije uspio biti na broju jedan zbog pjesme "Say It Right", koju izvodi Nelly Furtado. To je njen najvišeplasirani singl na toj ljestvici od 2002. kad je "Complicated" zasjeo na prvom mjestu za jedan tjedan. Pjesma je bila unutar top 20 američke službene ljestvice, Billboard Hot 100, debitirajući na broju 17. Pjesma nije službeno objavljena u Europi, pa se plasirala samo na radijskim ljestvicama: broj 9 u Slovačkoj, 27 u Češkoj i 32 u Latviji.

## Popis pjesama
Američki promotivni CD
1. "Keep Holding On"
2. "Suggested Call Out Hook"

Japanski promotivni CD
1. "Keep Holding On"
2. "Keep Holding On" (instrumentalna verzija)

Britanski promotivni CD
1. "Keep Holding On"

## Top ljestvice
| Top ljestvica (2006.)            | Najviša pozicija |
| -------------------------------- | ---------------- |
| Australija (digitlani downloadi) | 1                |
| Češka                            | 27               |
| Slovačka                         | 9                |
| Kanada                           | 2                |
| SAD ARC Weekly Top 40            | 16               |
| SAD Billboard Hot 100            | 17               |
| SAD Billboard Pop 100            | 17               |
| Top ljestvica (2007.)            | Najviša pozicija |
| Ujedinjeno Kraljevstvo           | 175              |

| Država | Certifikacija | Prodaja    |
| ------ | ------------- | ---------- |
| Kanada | zlatna        | 20.000     |
| SAD    | platinasta    | 1.000.000+ |